# ناكيفوبو فيلا

شعار النادي

ناكيفوبو فيلا هو نادي كرة قدم من كمبالا، أوغندا. تأسس عام 1975. ملعب الفريق هو ملعب ناكيفوبو الذي يسع لخمسة وعشرين ألف متفرج. استطاع الوصول إلى المباراة النهائية في دوري أبطال أفريقيا عام 1991، وكذلك نهائي كأس الاتحاد الأفريقي في العام التالي، ولكنه انهزم في النهائيين .

## بطولات الفريق
- الدوري الأوغندي: 1982، 1984، 1987، 1990، 1992، 1994، 1998، 1999، 2000، 2001، 2002، 2003، 2004
- كأس أوغندا: 1983، 1986، 1988، 1989، 1998، 2000، 2002

## وصلات خارجية
- الموقع الرسمي